# Abu Duah
Abu Duah (né le 5 juin 1978) est un ancien athlète ghanéen, spécialiste du 100 m.

## Carrière
Cinquième du relais 4 × 100 m, lors des Championnats du monde de 1997, avec ses coéquipiers Eric Nkansah, Aziz Zakari et Emmanuel Tuffour, avec un temps de 38 s 12, record du Ghana en demi-finale.
Il est médaillé d'or du relais 4 x 100 mètres lors des Championnats d'Afrique d'athlétisme 2000 à Alger.
Son meilleur temps sur 100 m est de 10 s 31 (2001).